# Сердце бури
«Сердце бури» (англ. A Place of Greater Safety) — исторический роман британской писательницы Хилари Мантел, рассказывающий о Французской революции. Был впервые издан в 1992 году.
Роман описывает события, которые происходили во Франции с 1789 по 1794 год — от взятия Бастилии восставшими парижанами до пика якобинского террора. Эти события читатель видит глазами трёх молодых юристов — Жоржа Дантона, Максимилиана Робеспьера и Камиля Демулена.

## Создание и оценки
Хилари Мантэл начала работу над «Сердцем бури» в 1975 году. Это был её первый роман. В течение 15 лет издательства отказывались печатать эту книгу. Когда одно из них, наконец, согласилось, Мантэл перечитала рукопись и решила, что женские персонажи выглядят слишком бледно, а потому за несколько месяцев почти полностью переписала книгу. «Сердце бури» было издано в 1992 году.
Рецензент «Нью-Йорк Таймс» раскритиковал роман за излишнюю современность диалогов и посоветовал Мантэл обращать больше внимания на художественную составляющую, а не на историчность повествования. Другие критики отмечают уникальность авторского подхода, при котором Французская революция впервые показана глазами людей, которые её возглавляли.